# Pichu Pichu
Pichu Pichu je vyhaslá sopka v peruánských Andách. S vrcholem 5635 m n. m. je nejmenší ze tří sopek v blízkosti města Arequipa, správního centra stejnojmenné provincie v jižním Peru. Nejvyšší sopkou v oblasti je Chachani s 6075 m n. m., o něco nižší je sopka Misti, která dosahuje 5822 m n. m. a je stále aktivní.
Na vrcholu hory byly objeveny ruiny pravděpodobně obřadního místa Inků, i proto je hora hojně navštěvovaná turisty.[zdroj?]